# 麝足獸屬

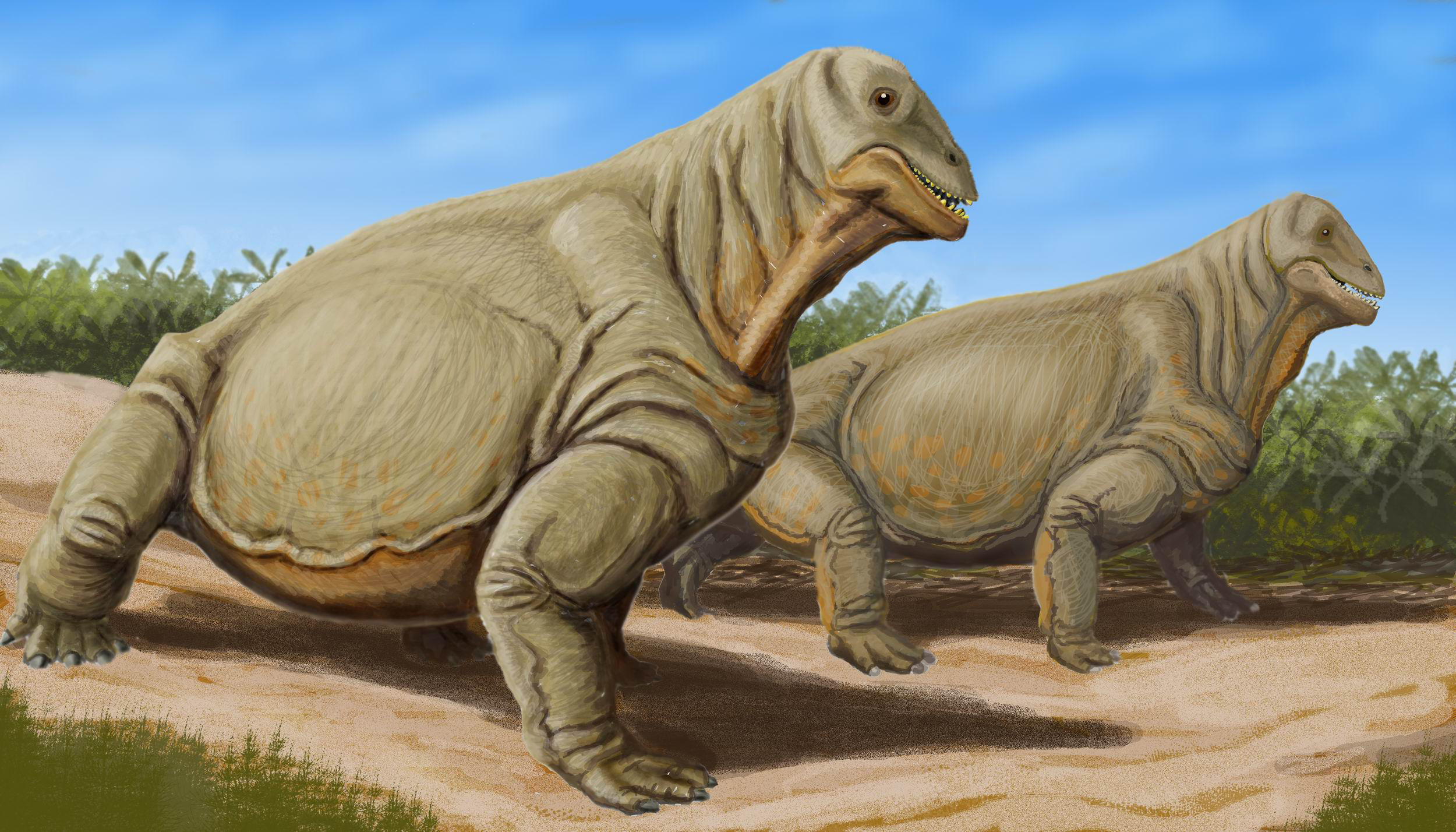
南非麝足獸的艺术复原图

麝足獸屬（意為“小牛的面孔”）是種似哺乳爬行動物，屬於合弓綱獸孔目，獸孔目是二疊紀的優勢陸地動物。牠們的身長約5公尺，是當時的最大型陸地動物之一。麝足獸是草食性動物，可能是當時其他肉食性獸孔類的獵物。牠們的化石在南非的卡魯盆地發現，生存於2億6500萬到2億6000萬年前的二疊紀中晚期。

## 身體

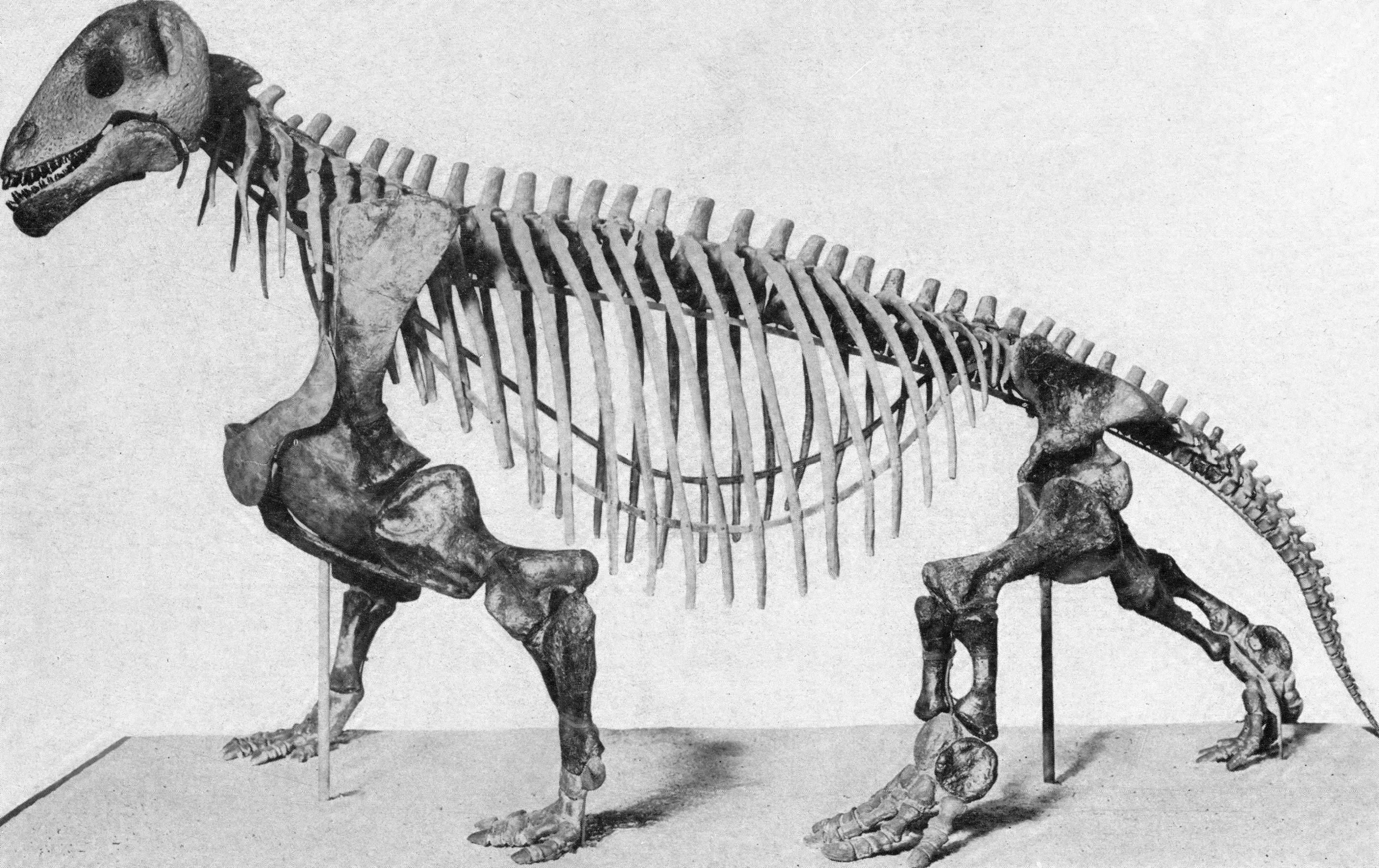
南非麝足獸的骨架模型

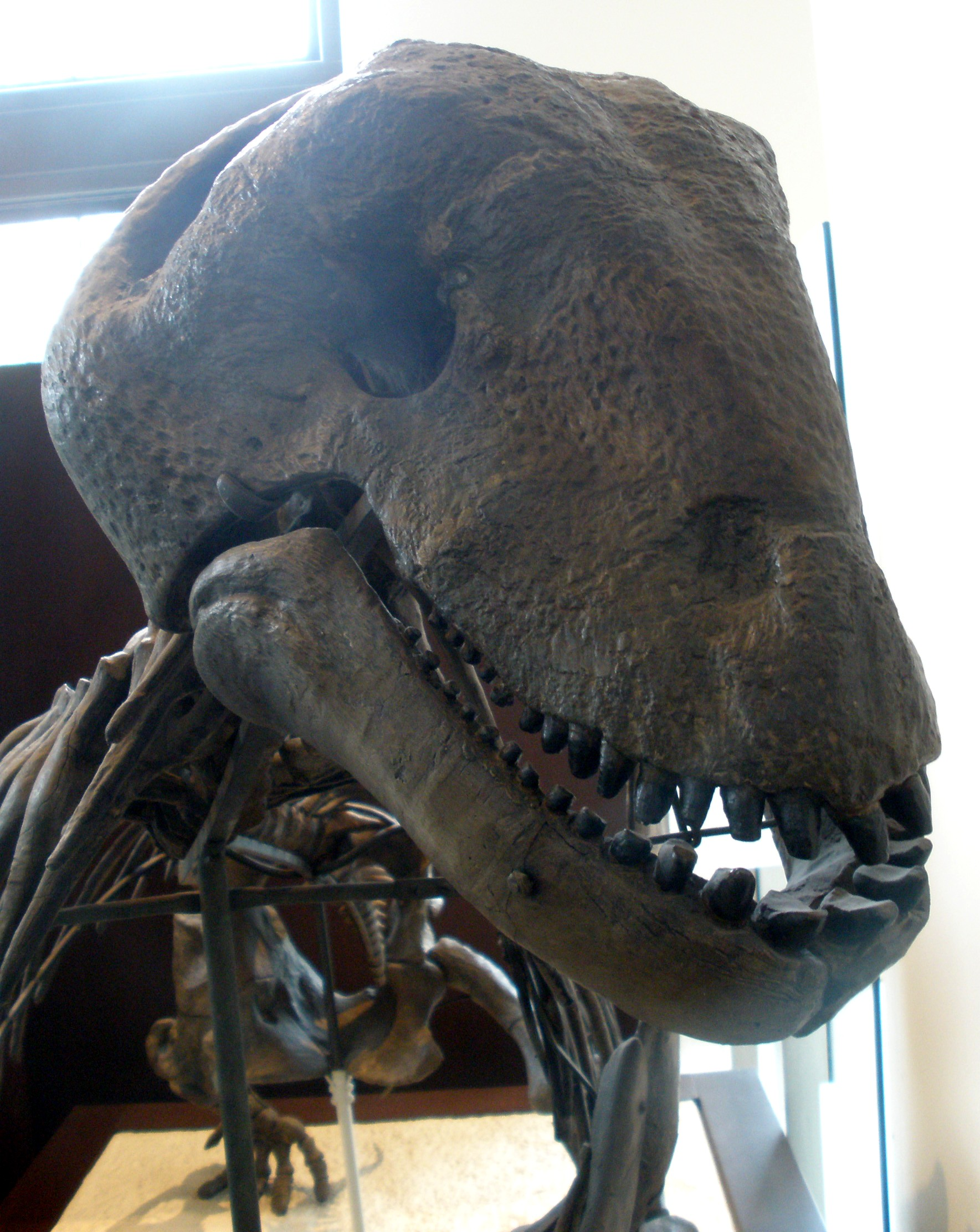
麝足獸的頭顱骨

麝足獸是該時期的南非地區裡最大的動物，身長可達5公尺長。牠們有巨大的身體，且為四足行走的動物。牠們是草食性動物，有者短而類似豬的牙齒。牠們的前肢往兩側伸展，類似現代蜥蜴；後肢則直立於身體下方，類似現代哺乳類。

## 頭顱
牠們有厚重的頭顱，許多科學家認為這些動物藉由以頭彼此對撞來互相競爭，山羊也用同一方法競爭；雖然有些科學家認為厚重的頭顱也許是疾病的後果。如果厚重頭顱是自然演化的，那短而重的尾巴可能用來保持後重頭顱的平衡。牠們可能是同一地區其他掠食性獸孔目動物的主要食物來源，例如雷塞獸。

## 大眾文化
在1983年，英國曾有一個名為《Moschops》的卡通節目，同時也出版周邊書籍，主角是一隻麝足獸與牠的朋友，例如：異特龍、梁龍、三角龍、魚龍、以及暴龍。但實際上，這些動物生存在不同時期，而且是不同地區。
在1998年的電腦遊戲《Carnivores》，麝足獸以沒有傷害性的動物出現，不過體型過小。
在沙盒動作冒險遊戲《方舟：生存進化》中，玩家可以捕捉並騎乘麝足獸，遊戲中之麝足獸能夠有效採集木頭與漿果。

## 外部連結
- Moschops
- Skeleton（页面存档备份，存于）
- Drawing（页面存档备份，存于）
- Therapsida: Tapinocephalia: Tapinocephalidae